# RS4 Codici
RS4 Codici je zabezpečovací zařízení používané na italských drahách. Označení je zkratkou výrazu Ripetizione Segnali a 4 codici, což znamená návěstní opakovač 4 kódů.

## Princip funkce
Systém patří do skupiny liniových zabezpečovačů. K přenosu signálu používá obvod tvořený vysílačem, který se nalézá u návěstidla, jehož návěst je přenášena, kolejnicovými pásy a dvojkolími vozidla, která obvod uzavírají. Před prvním dvojkolím jsou na vozidle umístěny snímací cívky, ke snímání kódu dochází elektromagnetickou cestou, tedy stejně, jako u československého zabezpečovače LS.
Vozidlová část se skládá ze zmíněných dvou cívek, dekodéru, ukazatele s ovládací jednotkou a ventilu brzdy.

## Kódy návěstí
Systém pracuje na základní frekvenci 50 Hz. Tato frekvence je modulována obdélníkovými pulsy o těchto frekvencích:
- 75/min (1,25 Hz) pro návěst stůj
- 120/min (2 Hz) pro návěst omezení rychlosti
- 180/min (3 Hz) pro návěst výstraha nebo předvěst omezení rychlosti
- 270/min (4,5 Hz) pro návěst volno

Pokud při návěsti výstraha neobslouží strojvedoucí tlačítko RIC (riconoscere, it. uznat) během tří sekund, zaúčinkuje rychločinné brzdění.
Použití tohoto systému je omezeno maximální rychlostí 180 km/h. Pro vyšší rychlosti se používá systém SCMT.